# Demonax delectus
Demonax delectus es una especie de insecto coleóptero de la familia Cerambycidae. Estos longicornios son endémicos de Sumatra (Indonesia).
Mide entre 7 y 9 mm.